# 翁格勒
翁格勒（法語：Ongles，法語發音：[ɔ̃ɡl]）是法国上普罗旺斯阿尔卑斯省的一个市镇，属于福卡尔基耶区。

## 地理
翁格勒（44°1'40"N, 5°44'1"E）面积31.46 平方千米，位于法国普罗旺斯-阿尔卑斯-蓝色海岸大区上普罗旺斯阿尔卑斯省，该省份为法国东南部内陆省份，北起上阿尔卑斯省，西接沃克吕兹省，西北接德龙省，南至瓦尔省，东临滨海阿尔卑斯省，东北部与意大利接壤。
与翁格勒接壤的市镇（或旧市镇、城区）包括：拉尔迪耶、巴农、福卡尔基耶、利芒、勒韦斯代布鲁塞、圣艾蒂安莱索尔格。

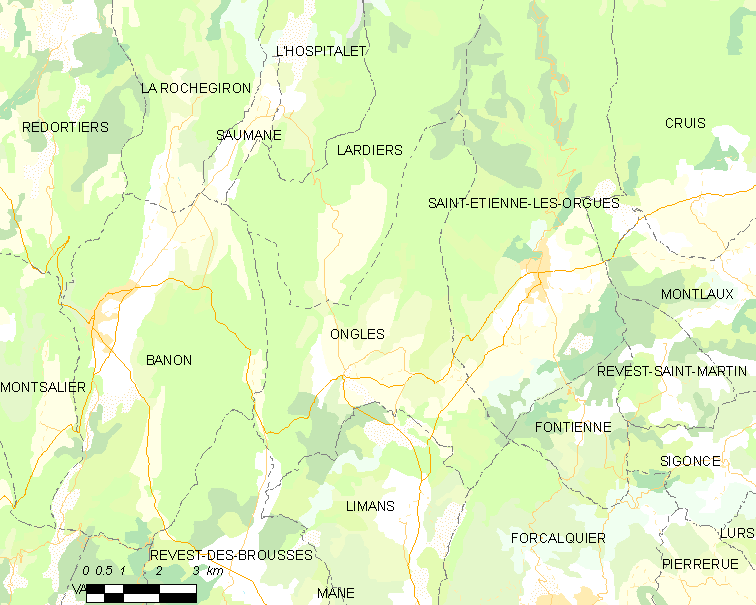
翁格勒的OSM定位图

翁格勒的时区为UTC+01:00、UTC+02:00（夏令时）。

## 行政
翁格勒的邮政编码为04230，INSEE市镇编码为04141。

## 政治
翁格勒所属的省级选区为福卡尔基耶县。

## 人口

1962-2008年间翁格勒人口变化图示

翁格勒于2022年1月1日时的人口数量为359人。